# Concordia College Alabama
Concordia College Alabama era una universidad privada históricamente para negros asociada con la Iglesia luterana Sínodo de Misuri y ubicada en Selma, Alabama. Fue la única universidad históricamente negra entre las diez facultades y universidades del Sistema Universitario de Concordia. La universidad cesó sus operaciones al finalizar el semestre de primavera de 2018,  citando años de dificultades financieras y disminución de la inscripción. 

## Historia
En 1919, las congregaciones luteranas afroamericanas de Alabama solicitaron fondos a la Conferencia Sinodal Evangélica Luterana de América del Norte para abrir una escuela secundaria y una universidad para capacitar a trabajadores de la iglesia. La escuela abrió sus puertas en 1922 en una cabaña alquilada y la Conferencia Sinodal pronto compró 13 acres (5,3 ha) en el noreste de Selma, Alabama, como sede del Alabama Luther College.  Se construyeron una sala de recitación (ahora llamada Bakke Hall) y un dormitorio a un costo de 36.000 dólares y se abrieron en 1925. 
La universidad se vio obligada a cerrar durante la Gran Depresión y la escuela secundaria restante pasó a llamarse Academia Luterana de Alabama. Finalmente, la universidad fue reabierta, lo que resultó en el nombre de Alabama Lutheran Academy and College. En 1981, el nombre se cambió a Concordia College Alabama y, en 1994, obtuvo la acreditación de la Asociación de Colegios y Escuelas del Sur como institución que otorga títulos de licenciatura. 
En febrero de 2018, la universidad anunció que cerraría al final de su año académico debido a problemas financieros persistentes.  Los 147 miembros de la última promoción recibieron sus diplomas el 28 de abril de 2018. 
El 3 de enero de 2019, el Dr. Paul J. Kim, un ministro coreano, firmó la documentación para comprar el campus. Planea abrir un "centro de retiro misionero", similar a la Montaña de Oración de Corea de la Iglesia del Evangelio Completo de Yoido . También tiene la intención de crear en los próximos dos años una "universidad de música contemporánea". 

## Instalaciones
El Bakke Hall y el dormitorio de Concordia College, terminados en 1928, se agregaron al Registro de Monumentos y Patrimonio de Alabama el 19 de junio de 1997. 
En 2010, Concordia aumentó el tamaño de su campus de 22 acres (8,9 ha) a 57 acres (23,1 ha) mediante la adquisición de los terrenos y edificios del adyacente Hogar de Niños Metodistas Unidos. 

## Perfil académico
La universidad tuvo 445 estudiantes durante el período de otoño de 2017. 

## Deportes
En el momento del cierre de la escuela, los equipos atléticos Concordia-Selma se llamaban Hornets. La universidad era miembro de la Asociación Atlética Universitaria de los Estados Unidos (USCAA), compitiendo principalmente como Independiente.
Concordia-Selma compitió en siete deportes universitarios interuniversitarios: los deportes masculinos incluían béisbol, baloncesto y fútbol; mientras que los deportes femeninos incluían baloncesto, sóftbol, atletismo y voleibol.

### Fútbol americano
La universidad presentó un equipo de fútbol desde 2005 hasta que fue cancelado al final de la temporada 2015 debido a costos. 

## ROTC
Concordia College Army ROTC, un programa satélite del Marion Military Institute, contó con más de 25 cadetes.

## Gente notable
- Fred Rouse - jugador de fútbol profesional
- Titus Ryan - jugador de la Liga Nacional de Fútbol
- Cortez Stubbs - jugador de fútbol profesional
- Rosa Young - profesora

## Otras lecturas
- Dickinson, Richard C. Roses and Thorns: La edición centenaria de la misión y el ministerio luterano negro en la Iglesia luterana — Sínodo de Missouri. San Luis: Editorial Concordia, 1977.